# Johann Evangelist Brandl
Johann Evangelist Brandl (Ratisbona, 14 novembre 1760 – Karlsruhe, 25 maggio 1837) è stato un compositore e violinista tedesco.

## Biografia
Johann Evangelist Brandl ricevette i primi rudimenti musicali all'età di sei anni e dal 1770 fu voce bianca del coro di corte di un convento a Monaco. I rapporti che intrattenne Johann Walleshauser, Andrea Bernasconi e J. L. Schaubaur lo destinarono all'arte musicale.
Dal 1774 ricevette lezioni come seminarista a Neuburg an der Donau e nel 1778 fu a Eichstätt, dove continuò i propri studi sotto la guida di R. Schlecht. Dopo una breve permanenza presso un convento, nel 1779 intraprese una tournée di concerti con il violinista Westermaier nei quali riscosse un ampio successo con le sue esecuzioni e composizioni. Nel 1784 trovò una sistemazione come Kapellmeister (maestro di cappella) presso la corte del principe Ludwig Carl von Hohenlohe-Waldenburg-Bartenstein e nel 1789 fu nominato Hofmusikdirektor (responsabile per la musica di corte) al servizio del principe vescovo di Spira presso la propria corte di Bruchsal.
Dopo che Bruchsal nel 1806 divenne parte del neonato Granducato di Baden, l'orchestra fu sciolta e i musicisti più importanti, tra cui Brandl, vennero integrati nella Badische Staatskapelle di Karlsruhe; egli divenne dapprima secondo Kapellmeister e primo violino e successiva primo Kapellmeister, cariche che mantenne fino alla morte.

## Considerazioni sull'artista
Le sue prime composizioni trovarono buone critiche nella Germania del suo tempo e i suoi lavori successivi furono perfino conosciuti all'estero. I suoi contemporanei lo consideravano come "il compositore più significativo e meritevole d'attenzione della nostra epoca".
Musicalmente le sue composizioni, anche se presentano delle affinità con quelle di Mozart e Haydn, presentano un linguaggio tipicamente tardoclassico e includono elementi virtuosi e passaggi sbalorditivi e armonici che talvolta anticipano il romanticismo.
La sua produzione comprende messe, oratori, opere, lieder e canti su testi di Christian Schubart, Euloge Schneider, Franz Schütt (1773-~1845) e altri poeti, sinfonie e altre composizioni per orchestra. Noti sono i suoi quartetti (i quartetti per archi op. 17 furono dedicati a Joseph Haydn), così come i suoi quintetti (di varie formazioni).

## Opere
- Triumph des Vaterherzens (libretto di Wilhelm Vogel, 1811, Karlsruhe)
- Omar der Gute (1811, Karlsruhe)
- Nanthild, das Mädchen von Valbella (libretto di E. von Biedenfeld, 1813, Karlsruhe)